# Francisco Maldonado
Pour les articles homonymes, voir Maldonado.

Blason de famille des Maldonado

Francisco Maldonado, né à Salamanque en 1480 et mort le 24 avril 1521 à Villalar, est capitaine de Salamanque dans la guerre des Communautés de Castille.

## Biographie
Francisco Maldonado était le seigneur du petit concejo El Maderal, dans l'actuelle province de Zamora, dans laquelle il jouissait d'attributs particuliers (tributs sous forme de travail, d'argent, etc. ainsi que le droit de nommer certains notables de la localité). Certains auteurs considèrent que ces prérogatives, bien que réduites comparées à un système féodal, avaient d'importantes contreparties au bénéfice de la municipalité, puisque les Rois Catholiques défendirent à plusieurs reprises les concejos contre les seigneurs, en leur offrant la possibilité de faire valoir leurs droits devant les tribunaux, et que cet état de fait put vraisemblablement être la cause de l'implication des Maldonado dans le soulèvement comunero. D'autres considèrent qu'un tel argument est démenti par les faits, par exemple l'alliance entre les secteurs de la petite noblesse de la lignée des Maldonado avec la bourgeoisie naissante et les classes populaires de la ville, contre la politique impériale de Charles Quint.
Au début ce fut son cousin Pedro Maldonado qui fut chargé par la Junte de Salamanque de diriger les milices de la ville. Cependant, étant donné qu'il était le beau-fils d'un des plus proches collaborateurs du roi Charles Ier, le comte de Benavente, son leadership était à l'origine d'une certaine méfiance dans les classes populaires de la ville, c'est pourquoi c'est son cousin qui devint le capitaine des milices: Francisco Maldonado.
Dans les faits ils partagèrent le commandement. Tous deux furent faits prisonniers en avril 1521 à Villalar. Francisco Maldonado y fut arrêté avec d'autres meneurs célèbres des comunidades : Bravo et Padilla. La condamnation à mort de son cousin Pedro n'eut cependant pas lieu avant un an. La bannière des comuneros, seul vestige restant de la geste, récemment restaurée, est conservée dans la chapelle de Talavera de la vieille cathédrale de Salamanque.

## Antécédents
Charles Ier d'Espagne, en arrivant en Castille, agit d'une manière qui dérangea profondément ses nouveaux sujets :
- Il fut couronné roi, à la mort de Ferdinand II d'Aragon en 1516 alors que vivait encore sa mère, la reine Jeanne Ire de Castille.
- Il nomma en tant que successeur du très respecté Cardinal Cisneros, décédé en 1517, comme archevêque de Tolède un Flamand âgé de 20 ans, Guillaume de Croÿ, et répartit le pouvoir à ses fidèles de Gand.
- À la mort de l'empereur Maximilien de Habsbourg, il convoqua des Cortes pour obtenir l'argent (servicio) nécessaire à sa proclamation comme empereur du Saint-Empire.

Le mécontentement s'étend à toute la Castille et les dirigeants de Tolède dépêchent des messagers dans les autres villes pour réclamer le vote contre la contribution demandée. Lorsque Charles leur interdit de continuer, Salamanque prend le relais et obtient que les Cortes, réunies à Saint-Jacques-de-Compostelle, votent contre la contribution. Charles suspend les Cortes, et en convoque de nouvelles à sa mesure à La Corogne, ce qui achève de fomenter les troubles, qui commencent avec le soulèvement du regidor (dirigeant) de Ségovie, Juan Bravo.
Charles part pour l'Allemagne et laisse comme régent Adrien d'Utrecht, qui décide de noyer dans le sang la rébellion. Mais d'autres villes comme Tolède et Madrid l'appuient et il doit se retirer à Arévalo, tandis que les regidores des villes soulevées forme la Sainte Junte à Ávila, qui se déplace ensuite à Tordesillas pour obtenir l'appui de la reine Jeanne la Folle, ce dans quoi ils échouent car ils la trouvent effectivement folle.
Charles parvient à rallier les composants de la haute noblesse à son camp, mais l'incendie de Medina del Campo par l'armée royale rallie le tiers état à la cause comunera.

## Salamanque

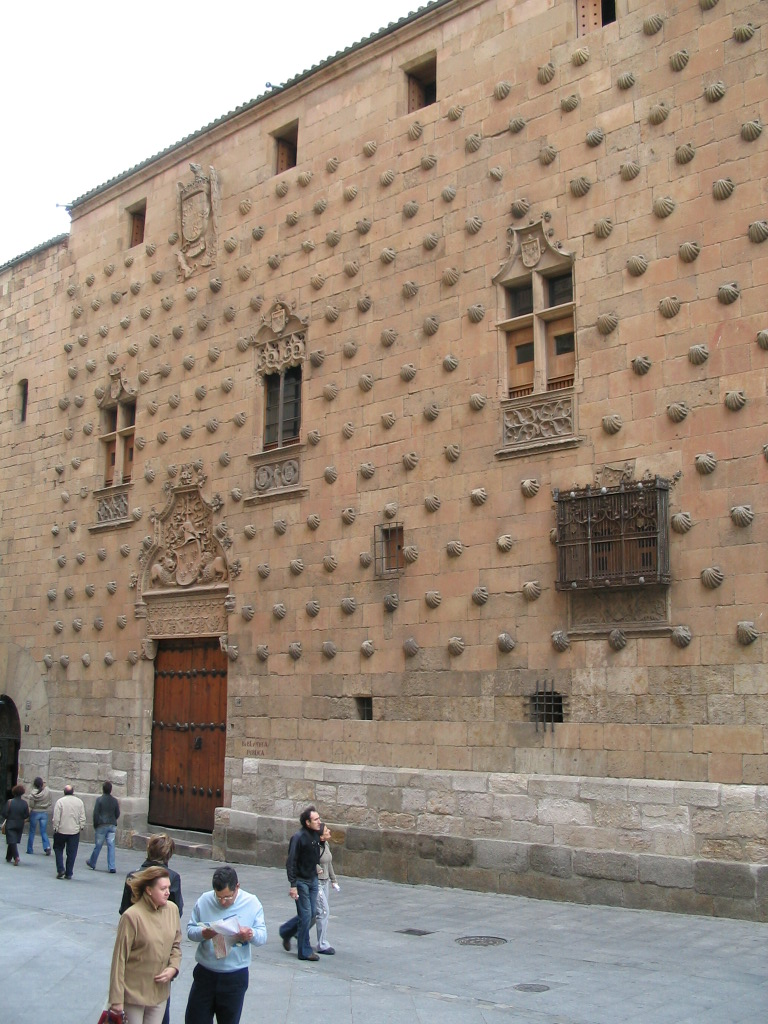
Maison aux coquillages (Casa de las conchas), résidence familiale des Maldonado

Francisco fut nommé capitaine général des milices de Salamanque et fut chargé par la ville de demander l'aide du roi du Portugal pour aider à la libération de Jeanne.
Dans la ville de Salamanque plusieurs personnages importants des Communautés intègrent la Junte.

## La guerre
La lutte se poursuivit, et Francisco Maldonado accourt, à la tête d'une armée composée de 200 cavaliers et 6 000 fantassins, à l'aide de Juan de Padilla et de l'évêque Antonio de Acuña pour vaincre le 21 février 1521 Francés de Beaumont, royaliste réfugié à Torrelobatón, en le capturant vivant. Francisco prend le commandement des troupes de Juan de Ribera. Les renforts que le connétable de Castille amène à l'armée royale, aidés par des erreurs commises par les insurgés, provoquent la défaite des comuneros à Villalar le 23 avril.
Le 24 au matin, Juan de Padilla, Juan Bravo et Francisco Maldonado sont exécutés après un simulacre de procès. 
Le 12 mai son cadavre est déplacé à Salamanque. Le 20 mai Pedro maldonado est enfermé dans la prison de Simancas.
Le 1er octobre Charles, déjà empereur, fait un pardon général qui exclut 293 nobles, parmi lesquels se trouve Pedro Maldonado, exécuté à Simancas. L'illégalité manifeste des jugements incite le roi à émettre en 1523 une cédule pour donner de la validité aux actes d'alors.

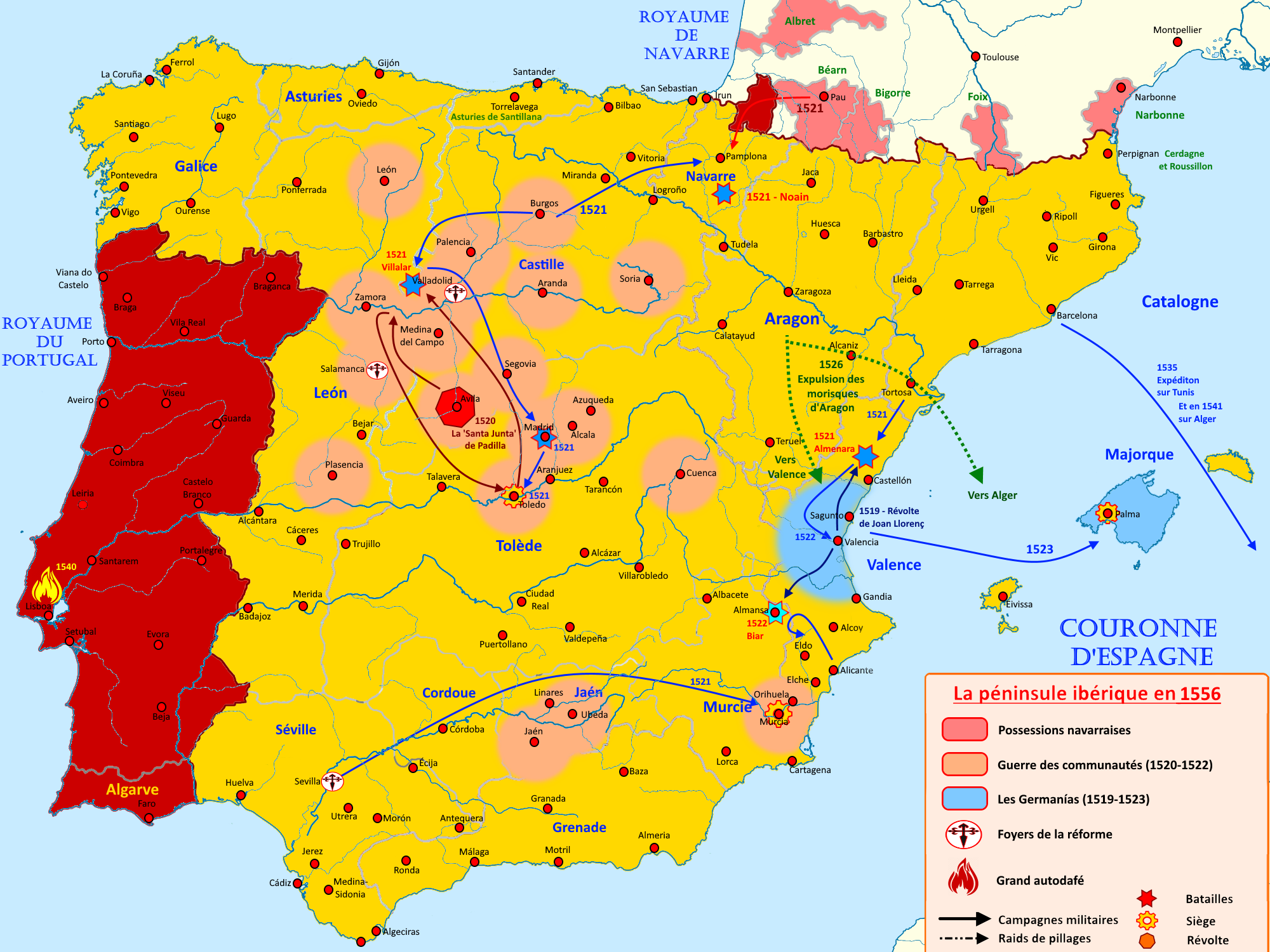
La guerre des Communautés (1519-1522)

### Sources
- (es) Cet article est partiellement ou en totalité issu de l’article de Wikipédia en espagnol intitulé « Francisco Maldonado » (voir la liste des auteurs).